# 山梨県道105号一軒茶屋荊沢線
山梨県道105号一軒茶屋荊沢線（やまなしけんどう105ごう いっけんちゃやばらざわせん）は山梨県南アルプス市を走る一般県道である。

## 概要

### 路線データ
- 起点：山梨県南アルプス市東南湖（東南湖交差点＝山梨県道26号富士川南アルプス線交点）
- 終点：山梨県南アルプス市古市場（古市場交差点＝山梨県道42号韮崎南アルプス富士川線交点）

## 通過する自治体
- 山梨県南アルプス市

## 交差・接続する道路
- 山梨県道26号富士川南アルプス線（東南湖交差点）
- 国道52号甲西道路（甲西中学校東交差点）
- 山梨県道42号韮崎南アルプス富士川線<富士川街道>（古市場交差点）

## 周辺
- 南湖郵便局
- 南アルプス市立甲西中学校
- 南アルプス市立大明小学校